# 娄成后
娄成后（1911年12月7日—2009年10月16日），男，天津人，祖籍浙江绍兴，中国植物生理学家，中国科学院院士。

## 生平
1932年获清华大学生物系理学士学位。1934年获岭南大学硕士学位。1939年获美国明尼苏达大学哲学博士学位。曾任中国农业大学教授兼中国科学院上海植物生理研究所研究员。1980年当选为中国科学院院士（学部委员）。